# Pingdong
Pingdong (chiń. 屏東; pinyin Píngdōng; pe̍h-ōe-jī Pîn-tong) – miasto w południowym Tajwanie, na północny wschód od Kaohsiungu, na zachód od rzeki Gaoping Xi, siedziba powiatu Pingdong. W 2010 roku miasto liczyło 211 027 mieszkańców.
Miasto założone na początku XVIII wieku. Centrum regionu rolniczego produkującego przede wszystkim trzcinę cukrową, ryż, banany, tytoń i owoce. Jeden z głównych ośrodków przemysłu cukrowniczego na Tajwanie; ponadto ośrodek przemysłu metalowego, maszynowego, chemicznego i alkoholowego. Połączenia kolejowe z Kaohsiungiem i Taidong; autostrada prowadząca na przylądek Eluanbi. W mieście działa Narodowa Politechnika Pingdong, którą założono w 1954 roku.
Z Pingdong pochodzi Lu Ying-chi, tajwańska sztangistka, medalistka olimpijska.